# بنی واصل (روستا)
 بنی واصل  روستایی است در ناحیهٔ (بنی زهیر) در عزلهٔ (بلاد العدین)، از توابع استان عَمران در کشور یمن در شبه جزیره عربستان است. 
جمعیت آن ۲۹۹ نفر (۹ خانوار) می‌باشد.